# 赤松勇
赤松 勇（あかまつ いさむ、1910年（明治43年）1月25日 - 1982年（昭和57年）8月30日）は、日本の政治家。位階は従三位、勲等は勲一等。衆議院議員（11期）。
長男は元衆議院副議長の赤松広隆。

## 来歴・人物
兵庫県朝来郡和田山町（現朝来市）生まれ。聴講生として早稲田大学で学び中央大学で履修する。在学中の1926年（大正15年）、労働農民党に入党する。1931年（昭和6年）、日本労働組合総評議会に参加し中央委員になる。1937年（昭和12年）の人民戦線事件で逮捕されて4年間入獄する。
1945年（昭和20年）、日本社会党の結成に参加する。1946年（昭和21年）の第22回衆議院議員総選挙で初当選を果たした。
1967年（昭和42年）の第31回衆議院議員総選挙で落選。1969年（昭和44年）の第32回衆議院議員総選挙で返り咲く。1970年（昭和45年）から日本社会党副委員長を務めた。1976年（昭和51年）の第34回衆議院議員総選挙で落選。通算11回務める。
1980年（昭和55年）4月の春の叙勲で勲一等に叙され、瑞宝章を受章する。
1982年（昭和57年）8月30日死去、72歳没。同年9月3日、特旨を以て位記を追賜され、死没日付をもって従三位に叙された。

## 著書
- 『アンデスを越えて』（労働文化事業団、1959年）
- 『無罪』
- 『非武装中立論』
- 『不退転の闘い』（『赤松勇回顧録』編集委員会, 1988.8）[7]